# Heinkel HD 37
Heinkel HD 37 var ett tyskt jaktflygplan som i Sovjet är känt som I-7. 
Heinkel HD 37 var ett ensitsigt dubbeldäckat jaktflygplan. Eftersom flygplanstypen inte godkändes som stridsflygplan av Luftwaffe frisläpptes flygplanstypen för export. Flygvapnet i Sovjetunionen köpte från Heinkel tre fabrikstillverkade flygplan samt licensrätten för en egen produktion. Tanken var att ersätta de åldrande I-5 jaktflygplanen. Man tillverkade 134 flygplan under beteckningen Polikarpov I-7, även den tyska BMW VI-motorn licenstillverkades i Sovjet under beteckningen M-17. Flygplanets konstruktion modifierades och förbättrades under tillverkningens gång, men trots detta lyckades man inte nå upp till den åldrande I-5 prestanda. När jaktflygplanet I-15 kom i produktion 1934 upphörde all tillverkning av HD 37.